# نانسي ك. بيرسون
نانسي ك. بيرسون (بالإنجليزية: Nancy K. Pearson)‏ هي كاتِبة وشاعرة أمريكية، ولدت في 1969.